# Karl Constantin Canaris
Pour les articles homonymes, voir Canaris.
Karl Constantin Canaris, également orthographié Karl Konstantin Canaris, né le 8 novembre 1906 à Duisbourg et mort le 29 décembre 1983 à Friedrichshafen, est un avocat allemand et un officier de la SS membre de la Gestapo particulièrement impliqué dans la Shoah en Belgique.

## Élément biographiques
Karl Constantin Canaris était le neveu de l'amiral Wilhelm Canaris. Après ses humanités, il étudie le droit et décroche, en 1932, un doctorat à l'Université de Cologne. De bonne heure, Canaris rejoint le NSDAP (membre no 1032858) et la SS (membre no 280262), il y est promu Standartenführer. En 1935, il intègre le bureau de la Geheime Staatspolizei (Gestapo) à Berlin. En 1936, il se voit confier le bureau de la police d'état de Legnica.
Il est ensuite responsable de la SIPO-SD à Bruxelles d'octobre 1940 à novembre 1941 puis de février à juillet 1944 période durant laquelle, il est, entre autres, responsable des internements au Fort de Breendonk.
En novembre 1941, Canaris est le responsable de la SIPO-SD dans le district I (province de Prusse-Orientale, Bialystok et Lituanie), simultanément, il était le chef de la Gestapo de Königsberg où il avait en charge le Camp d'éducation par le travail de Soldau. Des milliers de prisonniers moururent sous son administration. Sous son commandement, la Gestapo pris en charge et organisa la vaste déportation des Juifs de Riga, Ghetto de Minsk et Theresienstadt à l'été 1942. Il a également pris part (ou à tout le moins en fut le témoin) aux violents massacres dans le ghetto de Bialystok.
En février 1944, il remplace Ernst Ehlers et reprend ses fonctions de Judenreferent à Bruxelles. Il sera responsable d'au moins quatre convois de la déportation des Juifs de Belgique.
En septembre 1944, tandis que Bruxelles est libérée, il est condamné par un tribunal militaire à Berlin et transféré en Croatie.
Après la guerre, il est entendu de nombreuses fois par des interrogateurs britanniques. En 1951, il se retrouve devant une cour belge pour répondre de ses crimes dans l'unique cadre de Breendonk: enlèvements, meurtres d'otages et mauvais traitements. Il est condamné mais fait appel arguant n'avoir fait qu'obéir aux ordres et avoir été trompé sur la situation à Breendonk par le commandant du camp. Canaris est condamné à vingt ans de travaux forcés. La sentence finale a été prononcée le 23 août 1951. Canaris est cependant libéré en 1952. Canaris travaille alors chez Henkel à Düsseldorf
Dans les années soixante, Constantin Canaris est à nouveau inquiété par la justice au travers de l'action du service central d’enquêtes sur les crimes nationaux-socialistes qui enquête sur les responsabilités des uns et des autres dans la déportation des Juifs de Belgique. Le service remet ses conclusions et transmet au procureur à Kiel qui reprend l'enquête. En février 1975 les poursuites à son encontre ainsi que celles concernant Ernst Ehlers et Kurt Asche sont maintenues. Il tente d'interjeter appel pour violation de ses droits fondamentaux, il est débouté. Le procès de Kiel débute le 26 novembre 1980.
Ernst Ehlers, le supérieur direct de Kurt Asche, se suicide le 4 octobre 1980 ; Constantin Canaris est désormais trop âgé pour pouvoir comparaître, Kurt Asche comparait donc seul à Kiel lors du procès concernant la solution finale de la question juive en Belgique. Il est condamné de complicité pour plus de 10 000 meurtres, le verdict est rendu le 8 juillet 1981. Il ne sera condamné « qu'à » sept années de réclusion en raison de son âge avancé et du fait qu'il ne connaîtra probablement plus la liberté dirent ses juges.
Canaris était marié à Ilse Krenzer (1909-2003), le couple aura, entre autres enfants, Claus-Wilhelm (en) et Volker Canaris (de).